# Paolo Zermani
Paolo Zermani (Medesano, 2 dicembre 1958) è un architetto italiano.
Dal 1990 è professore ordinario di composizione architettonica presso la  Facoltà di architettura dell'Università di Firenze. È fondatore dei convegni sulla "Identità dell'architettura italiana" e della "Galleria dell'architettura italiana" di Firenze.
Ha insegnato al master in teologia e architettura di chiese presso la Facoltà Teologica dell'Italia Centrale e alla Syracuse University di Firenze e New York.
È stato capo redattore della rivista di architettura "Materia" dal 1990 al 2000.
Nel 1986 la rivista "Ottagono" gli ha dedicato la copertina de numero monografico sulla nuova architettura italiana.
Nel 1991 la rivista giapponese "A+U Architecture and Urbanism" ha pubblicato un numero monografico sul suo lavoro.
È stato invitato alla Biennale Architettura di Venezia nel 1991, 1992 e 1996 e alla Triennale di Milano nel 1993, 1995 e 2013.
Nel 2003 la Casa del Mantegna di Mantova  ha presentato una mostra antologica sui suoi progetti e realizzazioni  e la galleria "LoSpazio" di New York ha organizzato la mostra "Architecture in the Italian Landscape".
È accademico di San Luca.

## Progetti
Tra i suoi progetti realizzati più importanti si possono ricordare:
- Il Teatrino di Varano (1984);
- La casa Zermani a Varano (1997);
- Il cimitero di Sansepolcro (1998-2013);
- Il municipio di Noceto (2000);
- La cappella della Madonna a Noceto (2000);
- La biblioteca Cesare Pavese a Parma (2000);
- La casa della Finestra in piazza Tasso, sulle mura di Firenze (2003).
- La chiesa di San Giovanni a Perugia (2006)[1]
- Il tempio di Cremazione a Parma (2009)
- La ricostruzione del castello di Novara (2013)
- La cappella nel bosco a Varano(2012)

È stato selezionato per il "premio Palladio" nel 1988 e nel 1989.
Altri progetti importanti per la sua poetica sono stati:
- La cappella sul mare a Malta (1989);
- Il Museo dell'Acropoli ad Atene (1989),
- La cappella-monumento sull'Ex Muro di Berlino (1990-92);
- Il mausoleo dei Primi Cristiani a Roma (1994);
- Il museo della Madonna del Parto di Piero della Francesca a Monterchi (2000).

## Pubblicazioni
È direttore della collana "Architetture italiane" per Diabasis.
Ha scritto vari testi tra cui:
- L'architettura delle differenze, Edizioni Kappa, Roma, 1988;
- Identità dell'architettura italiana, Vol. I e II, Diabasis, Reggio Emilia, 1995 e 2002;
- Contemporaneità delle rovine. Misure del paesaggio occidentale, Tielleci, Colorno, 2007 (con Giovanni Chiaramonte);
- Misura sacra, Diabasis, Reggio Emilia, 2009 (con Giovanni Chiaramonte);
- Oltre il muro di gomma, Diabasis, Reggio Emilia, 2010;
- Progetti italiani per il Castello di Berlino, Diabasis, Reggio Emilia, 2010 (a cura di Paolo Zermani).

Volumi e monografie dedicati al suo lavoro:
- Paolo Zermani. Costruzioni e progetti, Electa, Milano, 1999;
- Paolo Zermani. Architetture (1983-2003), Diabasis, Reggio Emilia, 2004;
- Paolo Zermani. Spazi sacri, Tielleci, Colorno, 2004;
- Paolo Zermani. Architecture in the Italian Landscape, Lo Spazio Gallery, New York, 2004;
- Paolo Zermani. Architetture italiane e altri progetti, Facoltà di Architettura di Cesena - Tielleci, Reggio Emilia, 2004;
- Paolo Zermani. Disegno e identità,Rivista "And" 21, numero monografico, Firenze, 2011;
- Paolo Zermani. Oltre il muro di gomma, Edizioni Diabasis, Parma, 2013;
- Paolo Zermani. Architettura: luogo, tempo, terra, luce, silenzio, collana Architetti & Architetture, Mondadori Electa, Milano, 2015 (a cura di E. Tessoni).